# Le Papillon-Polka
Die Le Papillon-Polka ist eine Polka-Mazurka von Johann Strauss (Sohn) (op. 174). Das Werk wurde am 16. Dezember 1855 im Wiener Volksgarten erstmals aufgeführt.